# Talisman (groupe)
Pour les articles homonymes, voir Talisman (homonymie).
Talisman était un groupe de hard rock suédois caractérisé par de puissantes et mélodiques musiques. Cette formation fut conduite par le bassiste Marcel Jacob en 1989 ex-membre du groupe Europe, avec le chanteur Jeff Scott Soto,.

## Discographie

### Enregistrement en studio
- 1990: Talisman
- 1993: Genesis
- 1994: Humanimal
- 1995: Life
- 1998: Truth
- 2003: Cats and Dogs
- 2006: 7
- 2012: Talisman (Deluxe Edition)
- 2012: Genesis (Deluxe Edition)

## Enregistrement sur scène
- 1994: Five out of Five (Live in Japan)
- 2001: Live at Sweden Rock Festival
- 2005: Five Men Live

### Compilation
- 1996: Best Of...
- 1996: BESTerious